# Villeloin-Coulangé
Villeloin-Coulangé település Franciaországban, Indre-et-Loire megyében. Lakosainak száma 584 fő (2022. január 1.). Villeloin-Coulangé Beaumont-Village, Chemillé-sur-Indrois, Loché-sur-Indrois, Montrésor, Nouans-les-Fontaines és Orbigny községekkel határos.

## Népesség
A település népessége az elmúlt években az alábbi módon változott:
| Lakosok száma | 830  | 573  | 571  | 636  | 644  | 631  | 599  | 588  | 583  | 584  |
|               | 1968 | 1982 | 1990 | 2006 | 2013 | 2015 | 2017 | 2019 | 2020 | 2022 |